# 卡罗尔·希维尔切夫斯基
卡罗尔·瓦茨瓦夫·希维尔切夫斯基（波蘭語：Karol Wacław Świerczewski，1897年2月22日—1947年3月28日）是波兰裔苏联红军将领、布尔什维克党员，曾参加苏波战争、西班牙内战（洛佩拉战役）、第二次世界大战中苏联入侵波兰的战役。1944年12月26日任波兰人民军第二集团军司令，参加对德作战。1946年2月任波兰国防部副部长，不久遭乌克兰反抗军路边袭击被刺杀。希维尔切夫斯基死后，波兰展开的强制迁徙当地乌克兰人的维斯瓦河行动。此后几十年，希维尔切夫斯基在共產党之下的波兰拥有极高的声誉，被认为是一位英雄人物。波蘭共產黨倒台後，開始清除其各地的雕像，也被認為是屬協助蘇聯奴役波蘭民族的人之一。